# Partia Wolności (Indie)
Partia Wolności (ang. Swatantra Party) – liberalna partia polityczna działająca w Indiach w latach 1959–1974.
Partię Wolności założyli, w sierpniu 1959 podczas zjazdu organizacyjnego w Bobmaju, Chakravarthi Rajagopalachari i Gogineni Ranganayukulu (telugu: ఎన్. జీ. రంగా) znany jako N. G. Ranga. Współzałożycielem był Vithalbhai Patel (1871-1933), starszy brat Sarada Patela.

## Wyniki wyborcze
- 1962 – 22 mandaty (24 po wyborach uzupełniających)[2]

- 1967 – 45[3]

- 1971 – 8